# Viaggio nel tempo 5
Viaggio nel tempo 5 è uno dei libri della saga di Geronimo Stilton, scritto da Geronimo Stilton.

## Trama
L'Isola dei topi, luogo natio del protagonista, è in pericolo. Grazie all'invenzione della "Temponave", una macchina del tempo inventata da Amperio Volt, Geronimo viaggerà attraverso quattro epoche storiche. Oltre ad Amperio, sarà anche accompagnato dalla sorella Tea, il cugino Trappola, il nipotino Benjamin, una sua amica di nome Pandora e una robot chiamata "Robetta". Si troveranno nell'epoca di Napoleone, in quella dei vichinghi, nell'antica Creta e nel periodo biblico del re Salomone. In quest'ultimo troveranno ciò di cui avranno bisogno.